# INS Angria
L'INS Angria est une base navale de la marine indienne située à Mumbai qui accueille le commandement ouest (en),.
La base navale terrestre, en forme longue l'Indian Naval Ship Angre en anglais, est considérée comme une stone frigate (en).

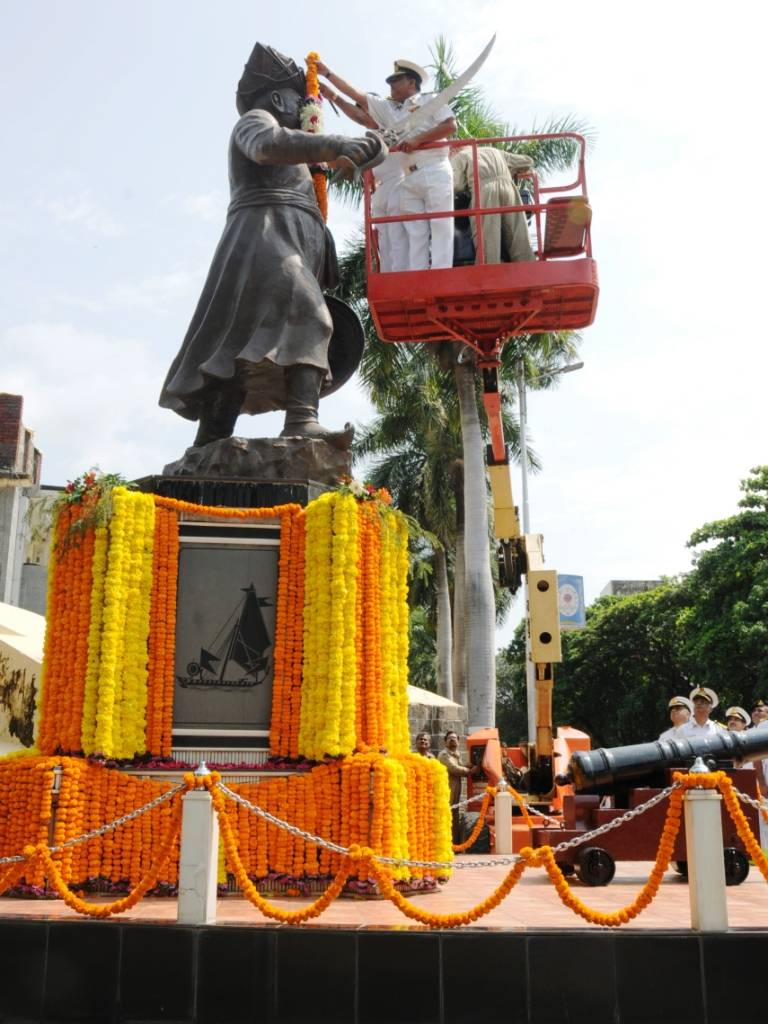
Statue de Kanhoji Angria.

Elle porte le nom de l'amiral indien du XVIIIe siècle Kanhoji Angria,.